# Valentín Garvie

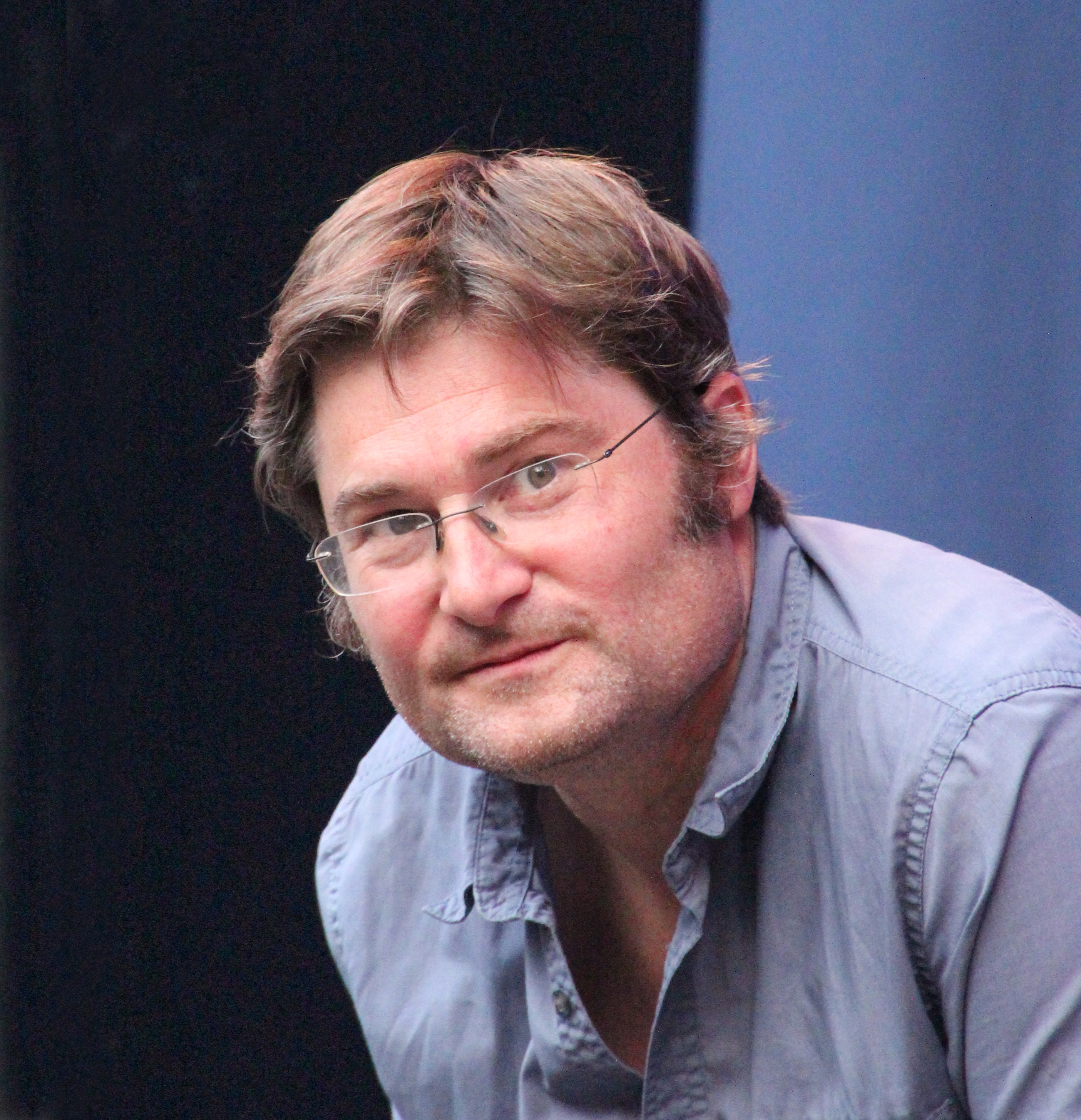
Valentín Garvie (2018)

Valentín Garvie (* 1973 in Mar del Plata) ist ein argentinischer Trompeter.

## Leben und Wirken
Garvie, dessen Vater Jazztrompeter ist, begann im Alter von acht Jahren, Trompete zu spielen. Er studierte zunächst Theorie und Komposition bei Marcelo Perticone in seiner Geburtsstadt, bevor er 1993 nach Buenos Aires zog; dort studierte er Musik an der Universidad Católica Argentina und machte seinen Abschluss mit Schwerpunkt im Fach Dirigieren. Parallel dazu studierte er Trompete bei Rafael Morelli. Es spielte neben Jazz (wo er sich auch als Posaunist betätigte) klassische Musik (etwa als Erster Trompeter des Orquestra Académica del Teatro Colón), auch im Bereich der historisch informierten Aufführungspraxis (mit Zink und Naturtrompete) und der zeitgenössischen Musik (etwa als Gründungsmitglied des Ensamble XXI). Von 1999 bis 2001 studierte Garvie Trompete an der Royal Academy of Music in London bei Howard Snell und John Wallace, wo er den Principal’s Prize als „herausragender Student“ erhielt.
Garvie lebte seit 2002 in Frankfurt als Mitglied des Ensemble Modern, mit dem er an zahlreichen Produktionen, die z. T. auch auf Tonträgern erschienen, beteiligt war. Seit 2010 gehörte er auch zum Jazzensemble des Hessischen Rundfunks sowie zum Crespo Brass Ensemble. Er war Mitglied bei Worldbrass und spielte zudem mit dem London Sinfonietta, dem Hallé-Orchester, German Brass und dem Brassensemble des Luzern Festival Orchestra, dem hr-Sinfonieorchester und dem WDR-Funkhausorchester. Überdies trat er solistisch auf; 2009 erschien seine Porträt-CD Ut supra. Zunehmend wurde er auch als Jazzspieler aktiv, leitete ein eigenes Quintett und trat mit Musikern wie Bob Degen, Uli Schiffelholz, Wilson de Oliveira, Sebastian Gramss und Camila Nebbia auf.
Seit 2018 lebt Garvie wieder in Buenos Aires, wo er als musikalischer Leiter im Teatro Colón und als Trompetensolist und Komponist arbeitet. Seine Werke für Trompete und Orchester wurden vom argentinischen Orquesta Sinfónica Nacional und anderen renommierten Orchestern gespielt. 2025 leitete er ein Konzert mit eigenen Werken mit dem Ensemble Modern.
Garvie unterrichtete in der Internationalen Ensemble Modern Akademie, beim Festival Internacional de Inverno de Campos de Jordao in Brasilien und leitet regelmäßig Kurse und Meisterklassen in Argentinien.

## Preise und Auszeichnungen
Garvie wurde 2007 mit dem Titel des „Associate of the Royal Academy of Music“ geehrt. 2012 erhielt er das Arbeitsstipendium Jazz der Stadt Frankfurt. 2015 wurde er als beständiger Grenzgänger zwischen Jazz und Klassik mit dem Hessischen Jazzpreis 2015 ausgezeichnet. 2019 erhielt er die Diploma al Mérito der Fundación Konex.

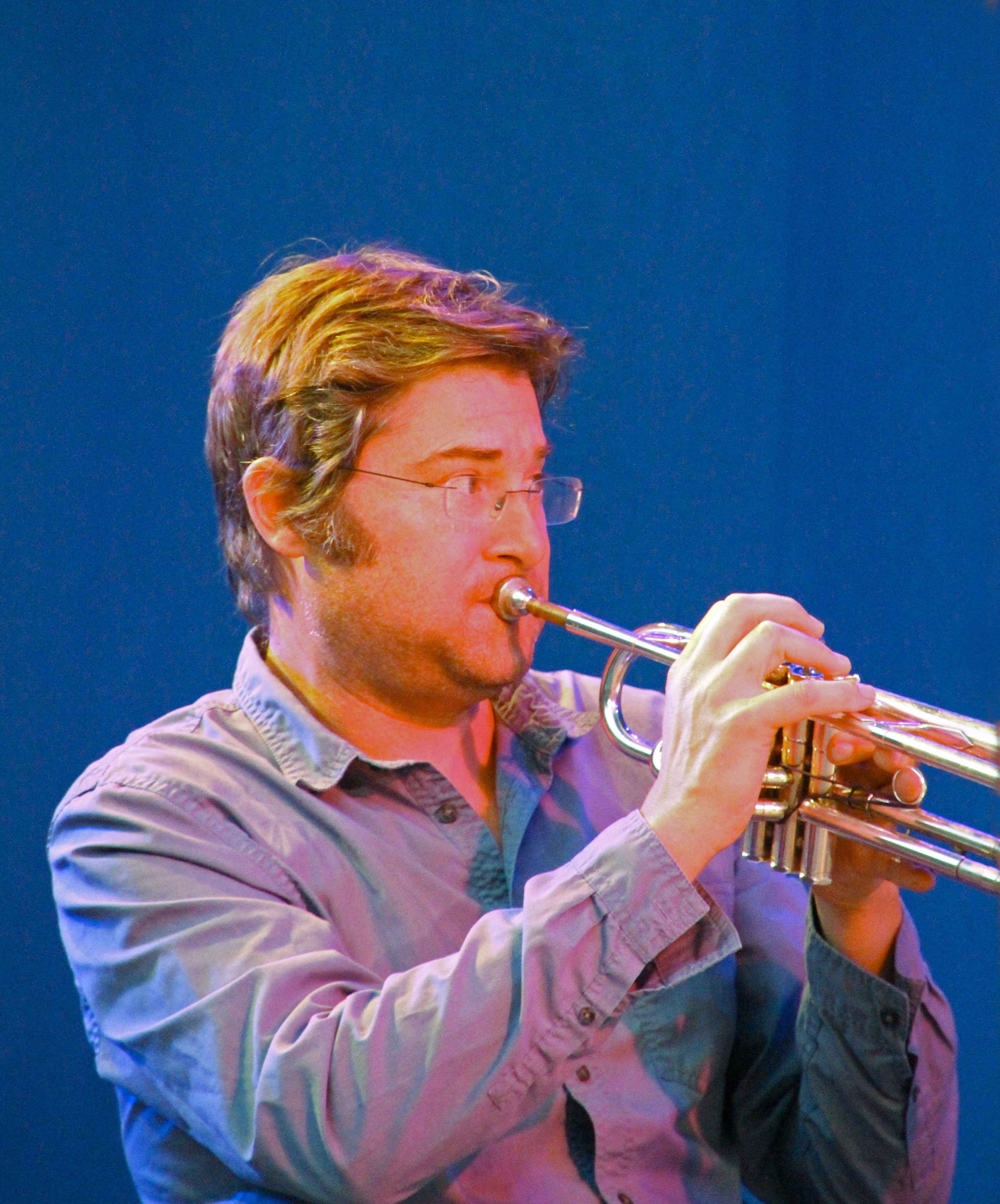
Valentín Garvie (2018)

## Diskographische Hinweise
- Ut supra (Ensemble Modern Medien 2009)
- Bob Degen Jake Remembered (Enja 2010, mit Markus Schieferdecker, Peter Perfido)
- Daa-Dit (Konnex Records 2014, mit Natalio Sued, Jean-Yves Jung, Dietmar Fuhr, Uli Schiffelholz)
- Frankfurt Exploration: Blue Clouds (Unit Records 2016, mit Heinz Sauer, Bob Degen, Markus Schieferdecker, Uli Schiffelholz)
- Sebastian Gramms’ States of Play Subsonic (Rent a Dog, 2021)
- Slowfox 5: Atlas (Rent a Dog, 2021, mit Sebastian Gramss, Hayden Chisholm, Philip Zoubek und Martin de Lassaleta)[5]